# Žena od vedle
Žena od vedle (v originále La Femme d'à côté) je francouzský hraný film z roku roce 1981, který režíroval François Truffaut. Snímek měl světovou premiéru dne 30. září 1981.

## Děj
Bernard a Arlette Coudrayovi vedou klidný život v obci Bernin nedaleko Grenoblu, dokud se k nim nenastěhují noví sousedé, Philippe a Mathilde Bauchardovi. Ukazuje se, že Bernard a Mathilde se už znají. O sedm let dříve prožili vášnivý a bouřlivý milostný vztah. Bývalí milenci obnoví tajně svůj vztah, zatímco společenský život pokračuje navenek normálně.
Až do dne, kdy Bernard, poháněný žárlivostí, veřejně vyzná Mathilde lásku. Po tomto výbuchu oba páry časem pokračují ve svém dosavadním životě, ale Mathilde, trpící depresí, musí být hospitalizována. Bernard se rozhodne ji navštívit.
Philippe Bauchard se na konci léčby snaží Mathilde odvést pryč. Jednoho večera ale Bernard spatří světlo v sousedním domě, který měl být prázdný. Matylda tam na něj čeká.

## Obsazení
| Gérard Depardieu       | Bernard Coudray   |
| Fanny Ardant           | Mathilde Bauchard |
| Henri Garcin           | Philippe Bauchard |
| Michèle Baumgartner    | Arlette Coudray   |
| Véronique Silver       | Odile Jouve       |
| Roger Van Hool         | Roland Duguet     |
| Philippe Morier-Genoud | psychiatr         |